# James Pond 2: Codename RoboCod
James Pond 2: Codename RoboCod – platformowa gra komputerowa wydana przez Millennium Interactive. Jej tytuł nawiązuje do postaci Jamesa Bonda (a znaczy dosłownie James Staw), a podtytuł do RoboCopa (dosłownie RoboDorsz). Do tego drugiego nawiązuje również ścieżka dźwiękowa, która jest humorystyczną interpretacją muzyki z serialu. Produkcja ta jest sequelem gry James Pond.

## Fabuła gry
Gra rozpoczyna się bezpośrednio po wydarzeniach z części pierwszej. Korporacja Acme Oil została co prawda zniszczona, ale arcy wróg Jamesa Ponda, Dr Maybe (Dr Być Może, będący parodią Dra No) zdołał umknąć i udać się na biegun północny. Przejął tam kontrolę nad siedzibą Świętego Mikołaja, jego pomocników (pingwiny i elfy) uwięził, a część z nich zmienił w swoich podwładnych. Zadaniem gracza jest uwolnienie asystentów Mikołaja, a także odzyskanie skradzionych prezentów i pozbycie się Dra Maybe raz na zawsze. Z racji faktu, iż misja ta jest wyjątkowo niebezpieczna, Pond został wyposażony w robokostium dostarczający mu nadludzkich zdolności.